# یواس‌اس نیو آیرون‌سایدز
یواس‌اس نیو آیرون‌سایدز (به انگلیسی: USS New Ironsides) یک کشتی بود که طول آن ۲۳۰ فوت (۷۰٫۱ متر) بود. این کشتی در سال ۱۸۶۲ ساخته شد.